# L'Affaire des divisions Morituri
Pour plus de détails, voir Fiche technique et Distribution.
L'Affaire des divisions Morituri est un essai cinématographique de science-fiction français réalisé par F. J. Ossang et sorti en 1985.

## Fiche technique
- Titre original : L'Affaire des divisions Morituri[1]
- Réalisation : F. J. Ossang, assité de Gina Lola Benzina
- Scénario : F. J. Ossang
- Photographie : Maurice Ferlet
- Montage : F. J. Ossang
- Musique : Cabaret Voltaire, Esplendor Geométrico, Messagero Killer Boy, Lucrate Milk, Spear of Destiny, Throbbing Gristle, Tuxedomoon
- Production : F. J. Ossang
- Sociétés de production : Le Sabre
- Pays de production :  France
- Langue originale : français
- Format : couleur et noir et blanc - 1,37:1 - son mono - 16 mm
- Durée : 72 minutes
- Genre : Essai cinématographique de science-fiction
- Dates de sortie : 
  - France : mai 1985 (Festival de Cannes 1985) ; 13 novembre 1985 (sortie nationale)

## Distribution
- Gina Lola Benzina : La Flamine Allia
- Philippe Sfez : Bruce Satarenko
- Lionel Tua : Pierre Tanzanie
- Frankie Tavezzano : Ettore
- Noël Rota (sous le nom de « Hell-Now ») : le premier tueur
- Philippe Synodinos : le second tueur
- Joël Barbouth : le conférencier
- Daniel Léger : le juge
- Raoul Gaboni : le conducteur de la DS/un gladiateur
- Gilles Cohen : le conducteur de la Bentley
- Gérard Courant : un inspecteur
- Baxter : un inspecteur
- F. J. Ossang : un gladiateur
- Joseph Morder : le greffier

## Production
Il s'agit d'un film de fin d'études tourné en trois semaines. Une partie de acteurs sont membres du groupe Lucrate Milk.

## Accueil critique
« Dans son premier long métrage, L'Affaire des divisions Morituri (1985), la rémanence des avant-gardes soviétiques, à travers un montage hypnotique et halluciné, fait l’effet d'un hapax insolent : des gladiateurs de l'ombre, menés par l’insaisissable Ettore (F. J. himself), se confrontent à un puissant complot bourgeois. On y trouve des allusions à la rage irréconciliable de la Fraction armée rouge aussi bien qu'aux cris de la scène post-punk. Et pour cause : ces gladiateurs voués à la mort sont interprétés par les membres d’un groupe proche du réalisateur, Lucrate Milk. »

— Gabriela Trujillo, Cinémathèque française